# Moritz Kasimir I. (Bentheim-Tecklenburg)

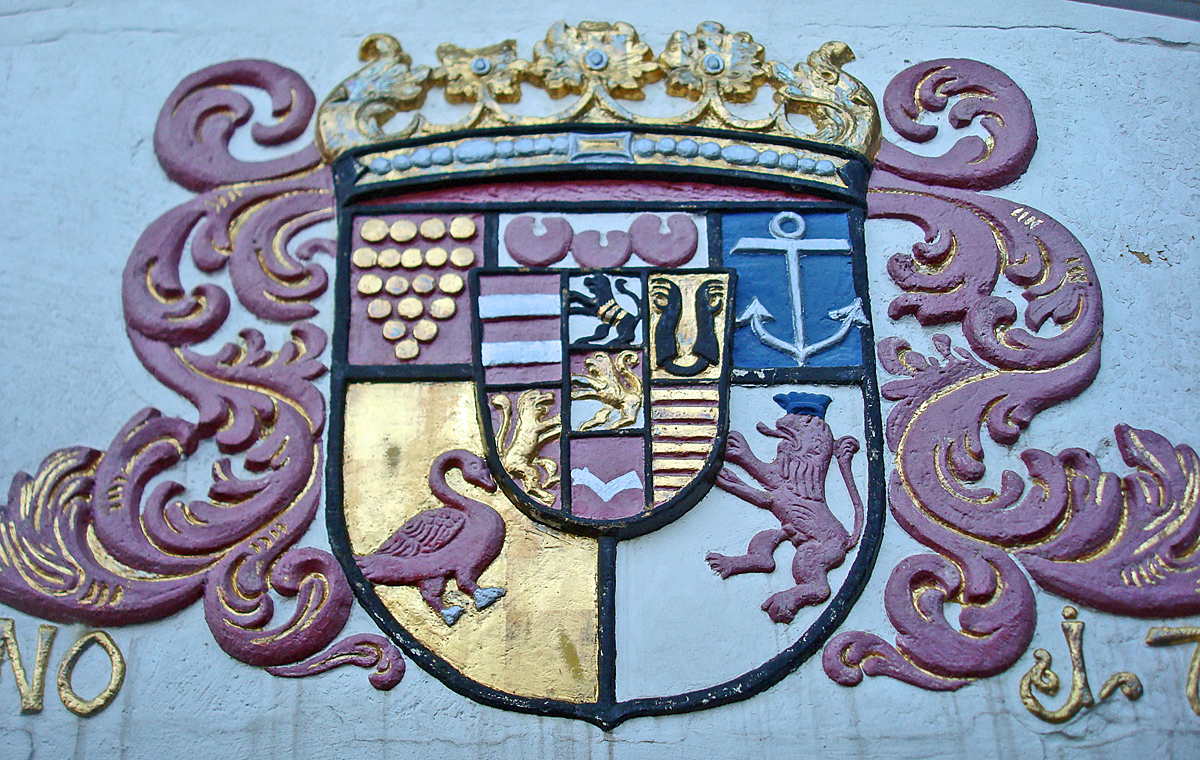
Wappen des Moritz Casimir I. von Bentheim-Tecklenburg an der ehem. Wassermühle zu Gütersloh (1731)

Moritz Casimir I. von Bentheim-Tecklenburg (* 8. März 1701 in Hohenlimburg; † 2. Juni 1768 in Rheda) war regierender Graf von Tecklenburg, Graf von Limburg und Herr zu Rheda.
Moritz Casimir I. ist der Begründer der hohen Musikkultur in Rheda, er legte den Grundstock der heutigen Fürstlich zu Bentheim-Tecklenburgische Musikbibliothek Rheda an.

## Familie
Moritz Casimir I. von Bentheim-Tecklenburg war das jüngste Kind des regierenden Grafen Friedrich Moritz von Bentheim-Tecklenburg (1653–1710) und seiner zweiten Ehefrau Gräfin Christina Maria zur Lippe-Brake (1673–1732).
Moritz Casimir I. heiratete am 5. Juli 1727 in Meerholz, Gräfin Albertine Henriette von Isenburg-Büdingen (1703–1749). Der Ehe entstammen sechs Kinder:
1. Friedrike Luise (1729–1747)
2. Friedrich Wilhelm (1730–)
3. Friedrich Ernst Karl (–1735)
4. Moritz Casimir II. (1735–1805), Erbe des Hauses Bentheim-Tecklenburg
5. Ferdinande Henriette Dorothea (1737–1779) ⚭ 16. Oktober 1766 Graf Karl Ernst Casimir zur Lippe-Biesterfeld (1735–1810)
6. Karl Philipp (1746–1753)

Nach dem Tod seiner ersten Ehefrau, heiratet er in zweiter Ehe 1750 Gräfin Amalie Isabella Sidonie von Bentheim und Steinfurt (1725–1782).

## Leben
Moritz Casimir I. war neun Jahre alt als sein Vater am 13. Dezember 1710 starb. So übernahm zunächst seine Mutter die Aufgaben der Regierung.
In den Jahren ihrer Regentschaft ereignete sich der spektakuläre Schlossbrand in Rheda vom 8. August 1718, dem nicht nur der Brandherd, das Backhaus, sondern auch weitere alte und neue Gebäude des Schlosses zum Opfer fielen. Die neue Torhalle von Schloss Rheda gehörte 1719 zu den ersten Wiederaufbaumaßnahmen.
Währenddessen studierte Moritz Casimir, der sich schon früh den Ruf eines Musikliebhabers und Mäzens für notleidende Musiker erworben hatte, mehrere Jahre in Utrecht Juristerei, die schönen Künste und besonders die Musik. In der Fachrichtung Musik erweiterte er 1722 seinen Horizont in Wien und übernahm schließlich 1726, nachdem seine Mutter im Jahr zuvor Haus Bosfeld als Witwensitz hatte bauen lassen, selbst die Regierung.
Einen beachtlichen politischen Erfolg erzielte er 1729 in dem sogenannten Tecklenburger Vergleich, in dem der König in Preußen u. a. auf alle Hoheitsrechte in der Grafschaft Limburg verzichtete und für die endgültige Abtretung der restlichen Rechte auf Tecklenburg 175.000 Reichstaler an Moritz Casimir zahlte.
Durch die Verlegung der Bentheimischen Residenz von Rheda nach Hohenlimburg zwischen 1729 und 1756 kam es unter Graf Moritz Casimir I. zum Ausbau des Schlosses als Residenz und zur Anlage von Gärten im spätbarocken Stil. Er war maßgeblich am Bau der Reformierten Kirche Hohenlimburg beteiligt.
Gräfliche Residenzen waren dementsprechend in den folgenden Jahren im Wechsel Schloss Hohenlimburg, wo ein vollständiges Orchester unterhalten wurde, und Schloss Rheda. Auf der Vorburg von Schloss Rheda wurden 1732 neue Ökonomiegebäude errichtet. Der Neubau eines großzügigen Barocktraktes 1745–47 mit dem 1754 fertiggestelltem Rokokofestsaal boten Räumlichkeiten für ein reges Hofleben mit vielseitigen, qualitätsvollen Theater- und Kammermusikaufführungen. Moritz Casimir hatte schon in jungen Jahren eine bedeutende Notensammlung mit Originalhandschriften angelegt, welche durch das Hoforchester zur Aufführung kamen.

Aus Sparsamkeitsgründen wurde Rheda ab 1757 alleinige gräfliche Dauerresidenz, obwohl auch dort – wie in Hohenlimburg – während des Siebenjährigen Krieges (1756–1763) ständig mit Einquartierungen und dem Durchzug größerer Truppenverbände zu rechnen war. 1757 lagerten ca. 65.000 französische Soldaten auf den östlichen Emswiesen vor den Mauern des Schlosses.
1760 wurde auf der Vorburg von Schloss Rheda der Marstall gebaut.
Auf Moritz Casimir I. folgte 1768 im Einklang mit der 1746 von ihm erlassenen Primogeniturordnung sein Sohn Moritz Casimir II., der wie sein Vater die Musik und das Theater liebte.

## Trivia
Das in der Schlossbibliothek wiedergefundene „Journal“ des 18-jährigen Moritz Casimir I. aus seiner Studienzeit in Utrecht zeigt seine strenge, sittliche Gedankenwelt; Religion, Moral, Politik sind seine Hauptinteressen, was nicht hindert, dass auch sein künstlerischer Sachverstand bis in das heutige Jahrhundert nachwirkt.
Der barocke Teil des Schlosses Rheda entstand in dieser Zeit. Immerhin dauerte es fast 30 Jahre bis zum vollständigen Wiederaufbau nach dem Brand. Der große Saal war in seiner Entstehungszeit mit Gobelins, Vasen und Büsten geschmückt und wurde, wie die 6 anschließenden Räume, mit sehr feinem Stuck versehen.
Die Bibliothek, sehr persönlich geprägt, mit Büchern, die fast alle mit Moritz Casimirs Notizen versehen sind („dies Buch habe ich lieb“), allen Wissenschaften, Staatswissenschaften, Theologie, Ethik, Moral bis hin zur Magie, zur Mode und zum Kochbuch, die bedeutende Musikliteratur, die heute wieder neu erforscht wird, lässt uns das Rheda dieser Zeit lebendig werden.